# Albert Sigrist

Albert Sigrist

Albert Sigrist (1923 - 19 maart 2005) was een Zwitsers politicus.
Albert Sigrist was afkomstig uit het kanton Zürich. Hij was lid van de Vrijzinnig Democratische Partij (FDP).
Albert Sigrist vertegenwoordigde de FDP in de Regeringsraad van Zürich. Van 1 mei 1984 tot 30 april 1985 was hij voorzitter van de Regeringsraad (dat wil zeggen regeringsleider) van Zürich.